# Un caso di coscienza (film)
Un caso di coscienza è un film del 1970 diretto da Giovanni Grimaldi.
L'omonimo racconto di Leonardo Sciascia che è alla base del film è stato pubblicato in volume da Einaudi, insieme ad altre storie di ambiente siciliano, con il titolo Il mare colore del vino.

## Trama
Salvatore Vaccagnino è un giovane avvocato del piccolo comune catanese di Maddà, che esercita a Roma dove ha un'amante. Un giorno, sul treno di ritorno verso il suo paese, legge su un rotocalco femminile una lettera, non firmata, di una sua concittadina che "confessa" d'aver tradito il marito con un "mezzo parente". L'avvocato, sicuro della fedeltà della propria moglie, mostra la rivista agli amici del circolo - che raccoglie tutti i notabili del paese - per provocarne la reazione e divertirsi alle loro spalle. In men che non si dica, i signori coinvolti iniziano a formulare tra loro divertite e velenose ipotesi sull'identità dell'autrice della lettera ma sospettando, in privato, ognuno della propria consorte.

## Location
Il paese siciliano di Maddà è immaginario, ma le riprese sono state fatte nella cittadina catanese di Zafferana Etnea.